# Благовещенская, Мария Павловна
Мария Павловна Благовещенская (1863 — после 1953) — писательница и переводчица скандинавской литературы; исследовательница творчества Кнута Гамсуна.

## Биография
Родилась 23 июня 1863 года[по какому календарю?] в Оренбурге в семье преподавателя Неплюевского кадетского корпуса П. В. Аршаулова (ум. 1904). В апреле 1872 года Аршаулов был назначен директором Александровской русской гимназии в Гельсингфорсе и семья переехала в Финляндию, где Мария Павловна занялась изучением скандинавских языков. В начале 1884 года она вышла замуж за учителя русского языка и словесности Владимира Николаевича Благовещенского. В связи с назначением мужа в Псковское реальное училище, в середине 1890-х годов семья Благовещенских переехала в Псков, а с 1906 года они жили в Санкт-Петербурге.
Начало литературной деятельностью относится, по-видимому, к концу 1880-х годов, когда М. П. Благовещенская стала писать небольшие рассказы и делать переводы со шведского. В начале 1900-х годов она уже известна как автор публикаций в таких «толстых» журналах как «Русское богатство» («Русские записки»), «Исторический вестник», «Слово». Печаталась и под своим именем, и под псевдонимом «А. И. Вальборг».
Летом 1906 года был напечатан её перевод с финского рассказа писательницы Сетеле Хельми «Дитя горя». Осенью того же года Благовещенская в журнале «Русская мысль» опубликовала под названием «В мышеловке» перевод небольшой части романа «Дети матери-земли» А. Ярнефельта. В 1907 году со шведского языка были переведены «Рассказы фельдшера» С. Топелиуса. В 1910 году Благовещенская перевела рассказ писательницы Минны Кант «Нянька». Ею также были переведены с финского языка рассказы Ю. Ахо и Й. Линнанкоски, со шведского — Б. Грипенберга. В 1909—1911 гг. М. П. Благовещенская принимала активное участие в издании двенадцатитомного «Полного собрания сочинений» С. Лагерлёф на русском языке. В сентябре 1912 года вышел её перевод исторической пьесы шведского писателя А. Пауля «Король Христиан II» и Благовещенская попыталась организовать постановку пьесы на русской сцене, однако театральной цензуре показались безнравственными некоторые места в пьесе (в частности, любовь короля к простой девушке) и постановка не состоялась.
М. П. Благовещенская познакомила русских читателей с творчеством норвежского писателя Кнута Гамсуна. Она перевела его произведения: «Голод», «Сумасброд», «На почтовых», «Пан», «Победитель Закхей». В конце 1909 года она выехала в Норвегию с целью сбора материала для книги о Гамсуне. Известному критику и писателю А. А. Измайлову она написала: «Какая прекрасная и интересная страна Норвегия! Я очень довольна своей поездкой. Несколько дней провела на фьордах. Теперь живу в центре города Христиания — знакомлюсь понемногу с кружком литераторов и профессоров. Все здесь так оригинально и очаровательно — все веселы и пышут румянцем, я не видела грустных лиц… Для нас это все так странно». Сам писатель был в отъезде, но Благовещенская познакомилась и с новыми произведениями Гамсуна, и публикациями о писателе. Летом 1910 года была опубликована биография Кнута Гамсуна: Кнут Гамсун: Биогр. по неизд. источникам и лит. характеристика / М. П. Благовещенская и А. А. Измайлов. — СПб.: Шиповник, 1910. — 194 с.
Благовещенская также переводила датских авторов. В 1909—1913 гг. были изданы переводы произведений Х. Понтоппидана: «Белый медведь», «Друзья», «Ночная стража», «Счастливчик», «Торбен и Ютта». Она участвовала в подготовке его «Собрания сочинений». Кроме этого, она сделала переводы Хеннингсен («Многолюбивая Ева» и «Великая любовь») и Гольдшмидта («Еврей»).
В вышедшую в июле 1917 года в столичном издательстве «Парус» антологию «Сборник финляндской литературы» (под ред. В. Брюсова и М. Горького), Благовещенская предложила переводы произведений С. Топелиуса, М. Кант, Ю. Ахо, Й. Линнанкоски, Б. Грипенбега, И. Нюрландера (Ю. Нюландера?), С. Ингмана, Ю. Крона.